# Tessa la ninfa fedele
Tessa la ninfa fedele è uno sceneggiato televisivo trasmesso dalla RAI nel 1957. È andato in onda in quattro puntate sull'allora Programma Nazionale nel prime time del sabato sera dal 30 novembre al 21 dicembre di quell'anno.

## Soggetto
Lo sceneggiato - uno dei primi realizzati dalla RAI che all'epoca aveva iniziato solo da tre anni le trasmissioni regolari - era tratto da un romanzo della scrittrice e drammaturga britannica Margaret Kennedy, intitolato The Constant Nymph.

## Regia
La regia televisiva era affidata ad uno dei primi registi che si erano occupati di riduzioni televisive da celebri lavori letterari, Mario Ferrero, il quale si era avvalso dell'adattamento televisivo di Anna Luisa Meneghini.

## Cast
Come in opere analoghe, il cast era costituito da attori di formazione teatrale che al tempo andavano per la maggiore. Su tutti, in questo caso, spiccano i nomi di Achille Millo, Alberto Lupo e Gianna Giachetti.